# Société d’Étude de Réalisations des Automobiles Sylphe
Die Société d’Étude de Réalisations des Automobiles Sylphe, kurz S.E.D.A.S., war ein französischer Hersteller von Automobilen.

## Unternehmensgeschichte
Das Unternehmen aus Bois-Colombes begann 1920 mit der Produktion von Automobilen. Der Markenname lautete Sylphe. Im gleichen Jahr endete die Produktion bereits wieder.
Eine andere Quelle gibt den Zeitraum der Produktion mit 1921 bis 1922 an.

## Fahrzeuge
Das einzige Modell war der 6 CV. Für den Antrieb sorgte ein kleiner Vierzylindermotor mit 1100 cm³ unbekannter Herkunft. Der Radstand betrug 2300 mm und die Spurweite 1050 mm. Die Bereifung hatte die Größe 650×65. Das Fahrzeug mit Torpedokarosserie kostete 4.800 Franc.